# 펜듈럼 (음악 그룹)
펜듈럼(Pendulum)은 오스트레일리아의 음악 그룹이다.

## 구성원

### 현재 멤버
- 롭 스와이어
- 개러스 맥그릴런
- 페리 앱 궤네드
- 버스
- 폴 엘 호넷 하딩
- 케빈 소카

### 과거 멤버
- 폴 코디시

## 음반 목록
- Hold Your Colour (2005년)
- In Silico (2008년)
- Immersion (2010년)